# Verticordia trapezoides
Verticordia trapezoides är en musselart som beskrevs av Sequenza 1876. Verticordia trapezoides ingår i släktet Verticordia och familjen Verticordiidae. Inga underarter finns listade i Catalogue of Life.